# Представительский уровень
Уровень представления (англ. Presentation layer) — шестой уровень сетевой модели OSI.
Этот уровень отвечает за преобразование протоколов и кодирование/декодирование данных. Запросы приложений, полученные с уровня приложений, он преобразует в формат для передачи по сети, а полученные из сети данные преобразует в формат, понятный приложениям. На этом важном уровне может осуществляться сжатие/распаковка или кодирование/декодирование данных, а также перенаправление запросов другому сетевому ресурсу, если они не могут быть обработаны локально.
На представительском уровне передаваемая по сети информация не меняет содержания. С помощью средств, реализованных на данном уровне, протоколы прикладных программ преодолевают синтаксические различия в представляемых данных или же различия в кодах символов, например согласовывая представления данных расширенного двоичного кода обмена информацией EBCDIC используемого мейнфреймом компании IBM с одной стороны и американского кода обмена информацией ASCII с другой.

## Функции уровня
На уровне представления реализованы следующие функции:
- преобразование данных, такое как изменение порядка битов, замена CR («возврат каретки») на CR+LF или преобразование целого числа в число с плавающей запятой;[1]
- перевод символов, например, из кодировки ASCII в EBCDIC;[1]
- сжатие данных для увеличения пропускной способности канала;[1]
- шифрование и расшифрование.[1] Одно из применений шифрования — передача пароля принимающему компьютеру.

## Примеры протоколов
К уровню представления относится протокол XDR и другие.